# Salvia cassia
Salvia cassia là một loài thực vật có hoa trong họ Hoa môi. Loài này được Sam. ex Rech.f. miêu tả khoa học đầu tiên năm 1950.